# Avantpop
Avantpop is een begrip dat wordt gebruikt om bepaalde kunststromingen en -stijlen aan te duiden. Het wordt door leden en aanhangers beschouwd als een autonome stroming, die voorbij het postmodernisme denkt. Hoewel de term (nog) niet in den brede tot het academische discours is doorgedrongen, wordt het desalniettemin door verscheidene recensenten en kunstcritici gebruikt.
Het belangrijkste kenmerk van deze stroming is de gerichtheid op massamedia vanuit een vroeg aangeleerde vertrouwdheid daarmee. Hierdoor onderscheidt het zich van bijvoorbeeld avant-garde en postmodernisme, waarin de omgang met massamedia wordt gezien als verwerpelijk en 'commercieel' of populistisch. Anderen zoeken de betekenis van het begrip eerder in de verwantschap met popmuziek of (in de muziek) een terugkeer naar tonaliteit.
Vele avant-popmusici en componisten hebben niet alleen een 'klassieke' scholing gehad, maar ook tijdens hun ontwikkeling een liefde voor pop, r&b, jazz, rock of andersoortige populaire muziek opgevat.
Tot de Avantpop worden onder meer de volgende personen en gezelschappen gerekend:
- Jacob ter Veldhuis, componist
- New York Art Ensemble